# Marco Alessandri
Pour les articles homonymes, voir Alessandri.
Marco Alessandri (né à Bergame le 28 juin 1755 et mort à Villongo le 21 juin 1830) est un homme politique italien.

## Politique
Faisant partie de la famille noble des Alessandri de Bergame, membre depuis 1796 du gouvernement provisoire de Milan et personnalité importante de la République cisalpine dont il était le directeur (1797-1798), il était totalement fasciné par le personnage de Napoléon Bonaparte. Exilé lors de la réaction autrichienne, il offre en 1804 la couronne italienne à Napoléon.
Le 7 octobre 1797, il occupa le poste de Président du directoire de la République cisalpine.
Chambellan d'Eugène de Beauharnais, le 9 février 1809 il est nommé sénateur du royaume d'Italie fondé par Napoléon Bonaparte et, le 12 décembre 1810, il devient comte de l'Empire.

## Franc-maçonnerie
En 1796, il était le vénérable maître d'une loge de Bergame. Le 20 juin 1805, il représenta en tant que vénérable maître la loge « Royale Eugène » de Milan lors de la fondation du Grand Orient d'Italie, dont le siège était à Milan. il en fut nommé grand trésorier et en 1808, grand conservateur général en activité.
Tombé en déclin après la bataille de Waterloo, avec la défaite de Napoléon et le retour des Autrichiens à Milan, il quitta la politique et mourut brutalement d'apoplexie en 1830. Une bonne partie de ses écrits sont conservés à la Bibliothèque publique Angelo Mai.